# Berlin–Angermünde–Berlin 1964

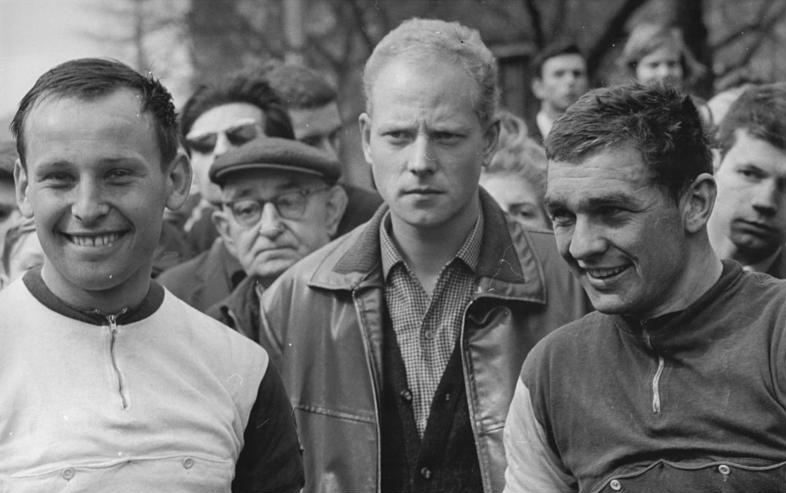
Günter Hoffmann (links) und Rainer Marks (rechts)

Berlin–Angermünde–Berlin 1964 war die 15. Austragung des Eintagesrennens Berlin–Angermünde–Berlin. Es fand am 19. April über 157 Kilometer statt. Sieger wurde Rainer Marks.

## Rennverlauf
Am Start waren 117 Radrennfahrer der Leistungsklassen I und II der DDR. Organisiert wurde das Rennen im Auftrag des Deutschen Radsport-Verbandes der DDR von der BSG Post Berlin.
Es fehlten Klaus Ampler, Lothar Appler, Dieter Mickein und Dieter Wiedemann, die einen Trainingslehrgang absolvierten. Axel Peschel war nach einer Sturzverletzung nicht am Start. Nach 105 Kilometern waren 31 Fahrer an der Spitze. Nach 132 Kilometern unternahmen Rainer Marks und Günter Hoffmann einen Ausreißversuch. Beide kamen als Duo ins Ziel in der Dimitroffstraße, wo Marks im Sprint das Rennen gewann.

## Ergebnis
| Platz | Fahrer            | Verein                       | Zeit (h)       |
| ----- | ----------------- | ---------------------------- | -------------- |
| 01.   | Rainer Marks      | SC Wissenschaft DHfK Leipzig | 2:51:12 h      |
| 02.   | Günter Hoffmann   | ASK Vorwärts Leipzig         | gl. Zeit       |
| 03.   | Harald Dippold    | SC Wissenschaft DHfK Leipzig | + 1:19 Minuten |
| 04.   | Karl-Heinz Krause | SC Wissenschaft DHfK Leipzig | gl. Zeit       |
| 05.   | Klaus Kollmann    | TSC Berlin                   | gl. Zeit       |
| 06.   | Egon Adler        | SC Wissenschaft DHfK Leipzig | gl. Zeit       |
| 0 …   |                   |                              |                |